# Helicopsyche trispina
Helicopsyche trispina là một loài Trichoptera trong họ Helicopsychidae. Chúng phân bố ở miền Australasia.